# راب استز
رب استز (انگلیسی: Rob Estes؛ زادهٔ ۲۲ ژوئیهٔ ۱۹۶۳) یک هنرپیشه اهل ایالات متحده آمریکا است. وی از سال ۱۹۸۰ میلادی تاکنون مشغول فعالیت بوده‌است.
از فیلم‌ها یا برنامه‌های تلویزیونی که وی در آن نقش داشته است می‌توان به بورلی هیلز ۹۰۲۱۰ و تبادل دانشجو اشاره کرد.